# All Will Be Revealed
All Will Be Revealed è il quinto album in studio del gruppo musicale britannico Diamond Head, pubblicato nel 2007.
Il disco segue a ben dodici anni di distanza l'ultimo album in studio, ed è il frutto della seconda riunione del gruppo.

## Tracce
1. Mine All Mine - 4:06 (Tart, Tatler)
2. Give It to Me - 3:05 (Tart, Tatler, Wilcox)
3. Nightmare - 3:42 (Tart, Tatler)
4. Fallen Angel - 4:10 (Tart, Tatler)
5. Alimony - 3:14 (Tart, Tatler, Wilcox)
6. Lost at Sea - 3:59 (Tart, Tatler)
7. Broken Pieces - 4:54 (Tart, Tatler)
8. All Will Be Revealed - 4:00 (Tart, Tatler)
9. Dead or Livin - 4:31 (Tart, Tatler, Wilcox)
10. Drinkin' Again - 1:52 (Tart, Tatler, Wilcox)
11. Come Alive - 4:49 (Scott, Tart, Tatler)
12. Muddy Waters - 4:35 (Tart, Tatler)

## Formazione
- Nick Tart – voce
- Brian Tatler – chitarra
- Adrian Mills – chitarra
- Eddie Moohan – basso
- Karl Wilcox – batteria